# Fort XV Twierdzy Toruń
Fort XV Twierdzy Toruń – największy fort artyleryjski Twierdzy Toruń, zbudowany pod nazwą Fort VII Hermann von Salza. Znajduje się przy ul. Rypińskiej 6/10 na Rudaku w Toruniu. Należy do prywatnego właściciela.

## Historia
Fort budowano w latach 1880–1885 jako główny fort artyleryjski dwuwałowy. Służył on do ochrony dworca Toruń Główny i mostu kolejowego. Główny fort artylerii zaprojektowano dla potrzeb piechoty. W latach 1883–1884 wybudowano prawy schron baterii skrzydłowej, a w latach 1888–1889 lewy.
W roku 1894 na terenie fortu przeprowadzono prace remontowe i uodporniono go na ogień dział kalibru 150 mm, przykrywając koszary forteczne betonową płytą metrowej grubości. Inne modernizacje przeprowadzono w latach 1889–1893, ok. 1905 i w 1914 roku. W roku 1911 uzupełniono roślinną maskę fortu, a w 1914 roku zbudowano trawersy w ważniejszych przejściach wewnątrz fortu.
Do dzisiaj zachowały się mechanizmy, kraty, pancerne stanowisko obserwacyjne artylerii PBSt-87, a także murowane elementy fortu.
W latach 1920–1921 w forcie znajdowała się część Obozu Internowanych nr 11 dla Rosjan.

### Stalag XXA
W latach 1940–1944 fort pełnił funkcję stalagu głównie dla jeńców francuskich (Stalag XXA). Wówczas w forcie znajdował się teatr, gdzie znajdowała się scena, miejsce dla orkiestry oraz miejsca do stu osób. Osadzeni po odmówieniu pracy przymusowej na rzecz nazistowskich Niemiec, zorganizowali w 1941 roku zespół składający się z pięciu skrzypków, dwóch trąbkarzy, dwóch saksofonistów, puzonisty, klarnecisty i piętnastu piosenkarzy. W skład zespołu wchodziły zazwyczaj osoby nie mające wiedzy muzycznej. Obok zespołu działał również chór składający się z dwudziestu mężczyzn. Chór śpiewał głównie kolędy, pieśni wojskowe i hymny. W stalagu znajdowała się również niewielka biblioteka, składająca się w większości z prywatnych książek. Od 1942 roku funkcjonowało Towarzystwo Biblioteczne. Opiekunem biblioteki w 1943 roku był Alan Dickinson. Ponadto w 1941 roku w stalagu zorganizowano szkołę. Materiały do nauki oraz książki dostarczał Czerwony Krzyż. W Stalagu XXA wydawano gazetę The Prisoners Pie (wydawaną później jako The New Prisoners Pie).

### Obóz pracy
Od lutego 1945 roku do września 1946 roku działał tu Obóz Pracy dla ludności internowanej pochodzenia niemieckiego. Od lutego do połowy 1945 roku obozem zarządzało NKWD, a później Ministerstwo Bezpieczeństwa Publicznego. Obóz był przeznaczony dla ludności niemieckiej, jednak obok Niemców przetrzymywano tutaj także Polaków oskarżonych o kolaborację z Niemcami podczas II wojny światowej. W lipcu 1945 roku w forcie znajdowało się 663 internowanych (w tym 219 kobiet oraz 15 dzieci i osób w zaawansowanym wieku). Obóz zamknięto 24 września 1946 roku. Internowanych przeniesiono do Centralnego Obozu Pracy w Potulicach.
Nieznana jest liczba ofiar obozu. Według oficjalnych dokumentów zmarło lub zostało zamordowanych niecałe 100 osób. Według innego źródła liczba zmarłych wyniosła 170 lub mogła być kilka razy większa od oficjalnych. Wśród ofiar byli również Polacy. Większość osób zmarło w wyniku ciężkiej pracy, złych warunków sanitarnych, zagłodzenia, ale również morderstw i gwałtów, dokonywanych przez nadzorców i strażników. Zmarłych wynoszono w jutowych workach, wynoszono na noszach lub też wrzucano na wóz i wywożono poza mury fortu. Więźniowie umierali w wyniku chorób, tortur lub egzekucji. Nieznane są miejsca pochowku ofiar obozu.

## Historia najnowsza
Około 1960 roku podczas rozbiórki oskarpowań uszkodzono częściowo kojec. 7 października 1971 roku Fort wpisano do rejestru zabytków (nr rejestru A/143). W 2008 roku zamurowano otwory okienne i drzwiowe we schronie baterii skrzydłowej, położonej na ulicy Dwernickiego i przynależącego do fortu. W 2018 roku pracownicy Instytutu Pamięci Narodowej przybyli do Fortu XV w celu przeszukania mogił ofiar obozu pracy. Podczas badań nie odnaleziono żadnych szczątków ludzkich.